# Feiertage in Ruanda
Dies ist eine Übersicht über die landesweiten gesetzlichen Feiertage in Ruanda.
| Datum                                            | Feiertag                               | Anmerkungen                                                         |
| ------------------------------------------------ | -------------------------------------- | ------------------------------------------------------------------- |
| 1. Januar                                        | Neujahr                                |                                                                     |
| 1. Februar                                       | National Heroes Day                    | ein Heldengedenktag                                                 |
| Freitag vor Ostern                               | Karfreitag                             | christlicher Feiertag                                               |
| Montag nach Ostern                               | Ostermontag                            | christlicher Feiertag                                               |
| 7. April                                         | Gedenktag des Völkermords an den Tutsi | erinnert an den Beginn des Völkermords in Ruanda im Jahr 1994       |
| 1. Mai                                           | Tag der Arbeit                         |                                                                     |
| 1. Juli                                          | Unabhängigkeitstag                     | feiert die Erlangung der Unabhängigkeit von Belgien am 1. Juli 1962 |
| 4. Juli                                          | Liberation Day (Kinyarwanda Kwibohora) | feiert das Ende des Völkermords in Ruanda im Jahr 1994              |
| erster Freitag im August                         | Umuganura Day                          | ein Erntedankfest, das den Beginn der Erntesaison feiert            |
| 15. August                                       | Mariä Aufnahme in den Himmel           | christlicher Feiertag                                               |
| 25. Dezember                                     | Weihnachten                            | christlicher Feiertag                                               |
| 26. Dezember                                     | Boxing Day                             | christlicher Feiertag                                               |
| am Zehnten des islamischen Monats Dhū l-Hiddscha | Opferfest / Eid ul-Adha                | islamischer Feiertag                                                |

Jeden Vormittag am letzten Samstag des Monats ist zudem Umuganda („Zusammenkunft für einen gemeinsamen Zweck“). Dabei handelt es sich um Gemeinschaftsarbeiten, die seit 2009 für Ruanderinnen und Ruander im Alter zwischen 18 und 65 gesetzlich verpflichtend sind. Die Arbeiten werden von den einzelnen Gemeinden entschieden. Aufgaben sind beispielsweise Nachbarschaftshilfe, das Mülleinsammeln oder Pflanzen von Bäumen. Auch die Diskussion von sozialen Konflikten und Bürgerfragen gehört dazu.